# نادي جوهر درول تقسيم 2
نادي جوهر درول تقسيم 2 هو نادي كرة قدم ماليزي أٌسس عام 2014. يلعب النادي في دوري كرة القدم الماليزيي الممتاز ‏.